# Phryxe setifacies
Phryxe setifacies là một loài ruồi trong họ Tachinidae.